# Гуменські пагорби
Гуменські пагорби (Humenské vrchy) — гірський масив в Словаччині; геоморфологічна підодиниця масиву Вигорлат.. Найвища точка — гора Кривоштянка (549 метрів). Місце розташування — Пряшівський край і Кошицький край.